# Thal (Estiria)
Thal, o Thal bei Graz, es un pequeño municipio austríaco y suburbio de Graz, en el estado de Estiria. Tiene una población de 2.138 habitantes.
Uno de los sitios remarcables del suburbio es la Iglesia de St. Jakob. Es conocida por ser el lugar de nacimiento de Arnold Schwarzenegger.